# 郡山インターチェンジ (奈良県)
郡山インターチェンジ（こおりやまインターチェンジ）は、奈良県大和郡山市の、西名阪自動車道上にあるインターチェンジである。大和郡山市及び奈良市の最寄りインターチェンジのひとつであり、1969年3月21日の開通時に開設された。
東北自動車道にも同名のインターチェンジがあるが、こちらが約5年早く開業している。所在地の大和郡山市は1954年の市制時に福島県郡山市（1924年市制）との区別から大和郡山市となっている。
なお、当インターチェンジと京奈和自動車道相互の利用はできない構造のため、京奈和自動車道へは郡山南ICの利用となる。

## 道路
- E25 西名阪自動車道（5番）

## 歴史
- 1969年（昭和44年）3月21日 : 西名阪道路として、松原IC（現・松原JCT）- 天理IC間開通に伴い供用開始。
- 1973年（昭和48年）4月1日 : 西名阪自動車道として高速自動車国道に昇格編入。
- 2015年（平成27年）1月30日 : 6時から名古屋方面出口と大阪方面本線合流箇所の位置が約1 km大阪寄りに変更される[2]。

## 周辺
- 奈良県警察本部高速道路交通警察隊
- 近鉄天理線二階堂駅

## 接続する道路
- 国道24号（国道25号重複）

※1982年10月に西名阪道以北の2→4車線化が完成し、2006年3月に南側も2→4車線化された。

## 料金所
天理方面へ向かう場合、天理本線料金所で均一料金を支払うことになるためこのICの料金所を通過しない。
松原方面入口
- ブース：2
  - ETC専用：1
  - ETC/一般：1

松原方面出口
- ブース：2
  - ETC専用：1
  - ETC/一般：1

## 隣
E25 西名阪自動車道
(4) 法隆寺IC - (4-1) 大和まほろばSIC - (4-2) 郡山下ツ道JCT - (5) 郡山IC - 天理PA/TB - (6) 天理IC